# Home Shopping Network
Das Home Shopping Network (HSN) ist ein amerikanischer Teleshoppingkanal der 1981 in Saint Petersburg (Florida) gegründet wurde. Das Network ist an der NASDAQ unter dem Kürzel HSNI gelistet.

## Geschichte
Mit der Lieferung von 112 Dosenöffnern 1977 begann die Geschichte des Homeshopping bei einer Radiostation in Clearwater. Aus diesen Anfängen entstand 1982 der Home Shopping Club im Kabelnetz von Tampa Bay. 1985 konnte der Home Shopping Club schon in den gesamten USA rund um die Uhr empfangen werden. Dies führte zur Umbenennung in Home Shopping Network.
1986 wurde die Home Shopping Network Inc. in den Börsenhandel der American Stock Exchange aufgenommen. In diesem Jahr übernahm HSN neun Fernsehsender in (Newark, Smithtown, Boston, Baltimore, Philadelphia, Cleveland, Houston, San Francisco und Los Angeles). In diesem Jahr wurde Silver King Broadcasting gegründet.
Liberty Media übernahm vom Gründer Roy M. Speer im Dezember 1992 dessen Anteile an HSN. Bis April 1993 waren 71 % der Anteile in den Besitz von Liberty Media gelangt.
Gemeinsam mit Tele-Communications Inc. gründet Home Shopping Network 1993 das Unternehmen Home Shopping International für die internationale Expansion. Zudem wurde Silver King Broadcasting als Spin-off an die Anteilseigner gegeben.
Im Jahr 1995 wurde die Internetpräsenz www.HSN.com freigeschaltet und 1999 zu einem Online-Shopping-Portal ausgebaut.
Barry Diller wurde 1995 Chairman of the Board von Home Shopping Network Inc.
1995 erfolgte die Übernahme von Ingenious Designs, einem auf Direktvermarktung und Infomercials spezialisierten Unternehmen. Die Übernahme des Markenkatalogs und der Webseite von Hanover Direct erfolgte 2001.
Für 1,2 Milliarden Dollar übernahm Silver King Broadcasting das Home Shopping Network 1996.
Im Jahr 2000 wurde der offizielle Name in HSN geändert und mit einer Kampagne unter dem Slogan: "Only on HSN". verbunden.
Am 1. August 2010 startete HSN seinen Ableger HSN2.
Mit der Übernahme von Cornerstone Brands 2005 erlangte HSN die Rechte an:
- Ballard Designs,
- Frontgate,
- Garnet Hill,
- Grandin Road,
- Smith+Noble,
- The Territory Ahead und
- TravelSmith

2006 führte HSN die Möglichkeit ein, die Ware direkt über die Fernbedienung zu kaufen. Mit DISH Network wurde ein Satellitenprovider gefunden, der diesen Service allen amerikanischen Haushalten zur Verfügung stellen konnte.
Im Mai 2008 wurde HSNi aus der Muttergesellschaft InterActiveCorp herausgelöst und an der NASDAQ gelistet.
Am 6. Juli 2017 wurde bekannt, dass QVC HSN für 2,1 Milliarden US-Dollar gekauft hat. Beide Unternehmen firmieren seitdem als Qurate Retail Group.

## Beteiligungen
- Ventana Television Inc., Eigentümer und Betreiber von 27 lokalen Fernsehsender[12]
- Cornerstone Brands